# Andrzejów-Osada
Andrzejów-Osada – osada w Polsce położona w województwie lubelskim, w powiecie włodawskim, w gminie Urszulin.
Osada została założona w budynkach po Państwowym Gospodarstwie Rolnym. Miejscowość formalnie powstała 1 stycznia 2009.
W Osadzie-Andrzejów mieści się Agencja Rynku Rolnego.